# Gino Sarfatti
Gino Sarfatti (Venezia, 16 settembre 1912 – Griante, 6 marzo 1985) è stato un designer e imprenditore italiano.

## Biografia
Primogenito di tre fratelli, nasce da padre ebreo e madre cattolica, in una famiglia della ricca borghesia commerciale.
Dopo studi classici, frequenta l'università di Ingegneria aeronavale a Genova.
Nel 1935 la famiglia si trasferisce a Milano ove, dopo un'esperienza di vendita di vetri d'arte, opera sia con una sua piccola azienda sia con la società Lumen: sulla sua carta da lettera definisce il suo impegno come illuminazione razionale.
Frequenta Franco Albini, Lucio Fontana, Lica e Albe Steiner.
Nel febbraio del 1939 fonda Arteluce Società Anonima A.L. con alcuni esponenti della società milanese e ne diviene Direttore Generale.
La società  ha per oggetto sociale gli apparecchi di illuminazione, le applicazioni luminose, componenti di arredamento nonché lo studio e la realizzazione di arredamenti.
Sin dall'inizio le lampade non hanno un nome ma vengono identificate con un numero che è progressivo all'interno della categoria: 
- dal nº 0 i riflettori e gli apparecchi speciali da muro, (molto più tardi farà partire dal 50 specchi con luci e lampade per l'arredo-bagno)
- dal nº 100 gli apparecchi da parete,
- dal nº 500 gli apparecchi da tavolo,
- dal nº 1000 gli apparecchi da terra (steli e torciere),
- dal nº 2000 le lampade sospese,
- dal nº 3000 le plafoniere.

Nel 1939 prende in affitto il negozio in Corso Littorio, poi Corso Matteotti, nel quale resterà sino al 1962.
Dopo i primi bombardamenti su Milano, la famiglia e l'attività di produzione sono decentrati vicino a Lecco, quindi, per sfuggire alle persecuzioni razziali, deve espatriare in Svizzera, dove vive in un convento di suore a Neggio, presso Lugano. Arteluce, nel corso degli anni di guerra, rimane attiva, nei limiti consentiti dal periodo, affidata a una procuratrice.
Nel 1946, al ritorno, apre una piccola officina in via Cesena, in un appartamento riadattato sotto la sua abitazione provvisoria e nello spazio adiacente, coperto da una tettoia e l'attività è immediatamente significativa: la prima fornitura navale è del 1949. Nello stesso 1949 entra nel nuovo stabilimento, in via Bellinzona, 48, acquisito con fondi della famiglia della moglie e che resterà unica sede produttiva della società.
Nel 1950 fonda a Roma, con un fratello della moglie, la società ArCon - Arredamento Contemporaneo, che commercializza marchi di eccellenza nell'arredamento e ha immediatamente successo, anche di stampa, sin quando non cederà la sua partecipazione per esigenze familiari.
Nel 1962 la proprietà gli chiede di lasciare il negozio di Corso Matteotti, 12, per proprie esigenze commerciali e pertanto apre un nuovo grande punto vendita, in via della Spiga, 23, con progetto dell'arch. Vittoriano Viganò.
In parallelo ristruttura e poi sopraeleva in parte lo stabilimento di Via Bellinzona, 48 che, nel 1968, raggiunge la sua massima dimensione, poco meno di 800 m², e la sua massima capienza, di circa 35 dipendenti.
Vince molti premi internazionali, tra i quali, nel 1954 e nel 1955 il Compasso d'oro, con i modelli 559 e 1055.
Nel dicembre del 1973, anno in cui vince la medaglia d'oro della XV Triennale, cede l'azienda, oggi non più operativa.
Dal 1974 si ritira a vivere a Griante di Cadenabbia (CO) dove riceve visite di studiosi: l'ultimo incontro è a pochi giorni dalla morte in preparazione della grande mostra al Centre Georges Pompidou lumières je pense à vous; l'ospite è Jean François Grunfeld, che ne scrive come de il più grande creatore di lampade del XX secolo. Durante l'intervista e in un successivo carteggio Gino Sarfatti ripercorre l'intero arco della sua attività.
Muore il 6 marzo 1985, colpito da ictus cerebrale.

## Arteluce
Oltre a produrre lampade di Gino Sarfatti, che si stima siano circa 600, Arteluce ha realizzato e commercializzato apparecchi illuminanti progettati da alcuni dei maggiori architetti e designer del periodo quali Albini-Helg, Sergio Asti, i BBPR, Cini Boeri, Pieter De Bruyne, Gianfranco Frattini, Gregotti-Meneghetti-Stoppino, Edoardo Gellner, Vito Latis, Ico Parisi, Santi e Boracchia, Vittoriano Viganò, Massimo Vignelli, nonché da Antonio Macchi Cassia e Paolo Rizzatto.
Tra le maggiori forniture il Museo di Palazzo Bianco a Genova, Il Museo del Castello a Milano, il Piccolo Teatro di Milano, le navi Conte Biancamano, Saturnia, Vulcania, Andrea Doria, Michelangelo, Raffaello, il Villaggio Eni di Corte di Cadore e la moschea di Kairouan in Tunisia. L'opera più significativa è la sua ultima: l'illuminazione dell'intero Teatro Regio di Torino di cui progetta e realizza in particolare l'illuminazione della grande sala con un'installazione luminosa chiamata la nuvola.